# 内側直筋
内側直筋（ないそくちょくきん、英語：medial rectus muscle、ラテン語：musculus rectus medialis）は、眼球の向きを変える外眼筋のひとつである。視神経を包む総腱輪の内側面から起始し、眼窩の内側壁に沿って走り、眼球の内側で強膜に停止する。眼動脈の枝から栄養をもらっている。動眼神経に支配されており、収縮すると眼球を内側に向ける。

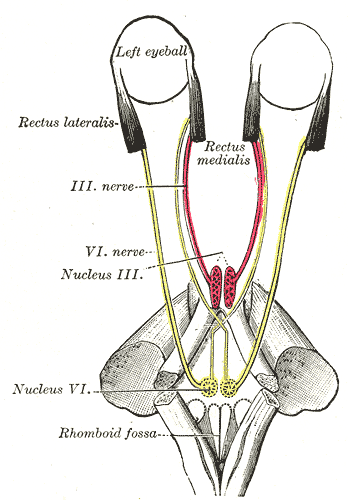
Figure showing the mode of innervation of the Recti medialis and lateralis of the eye.
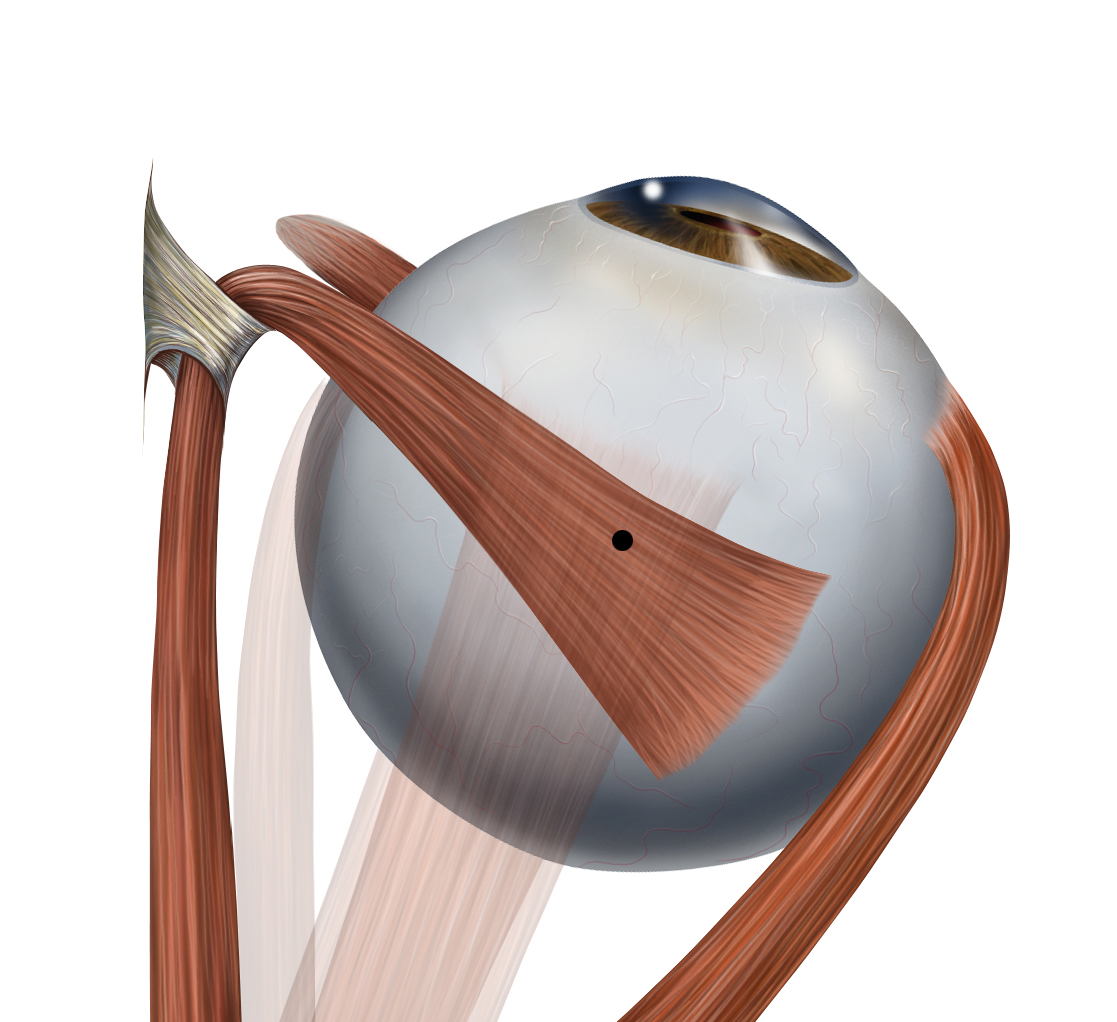
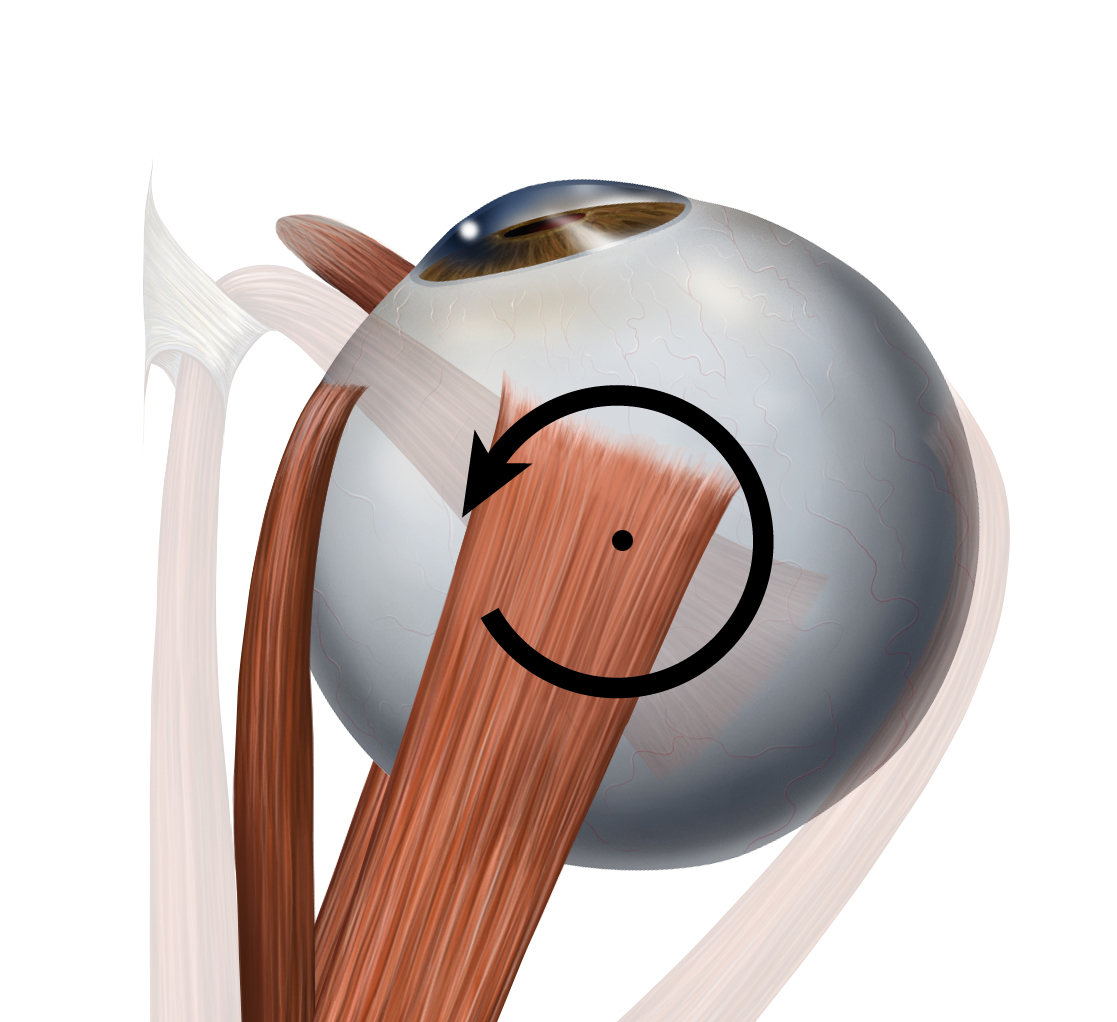
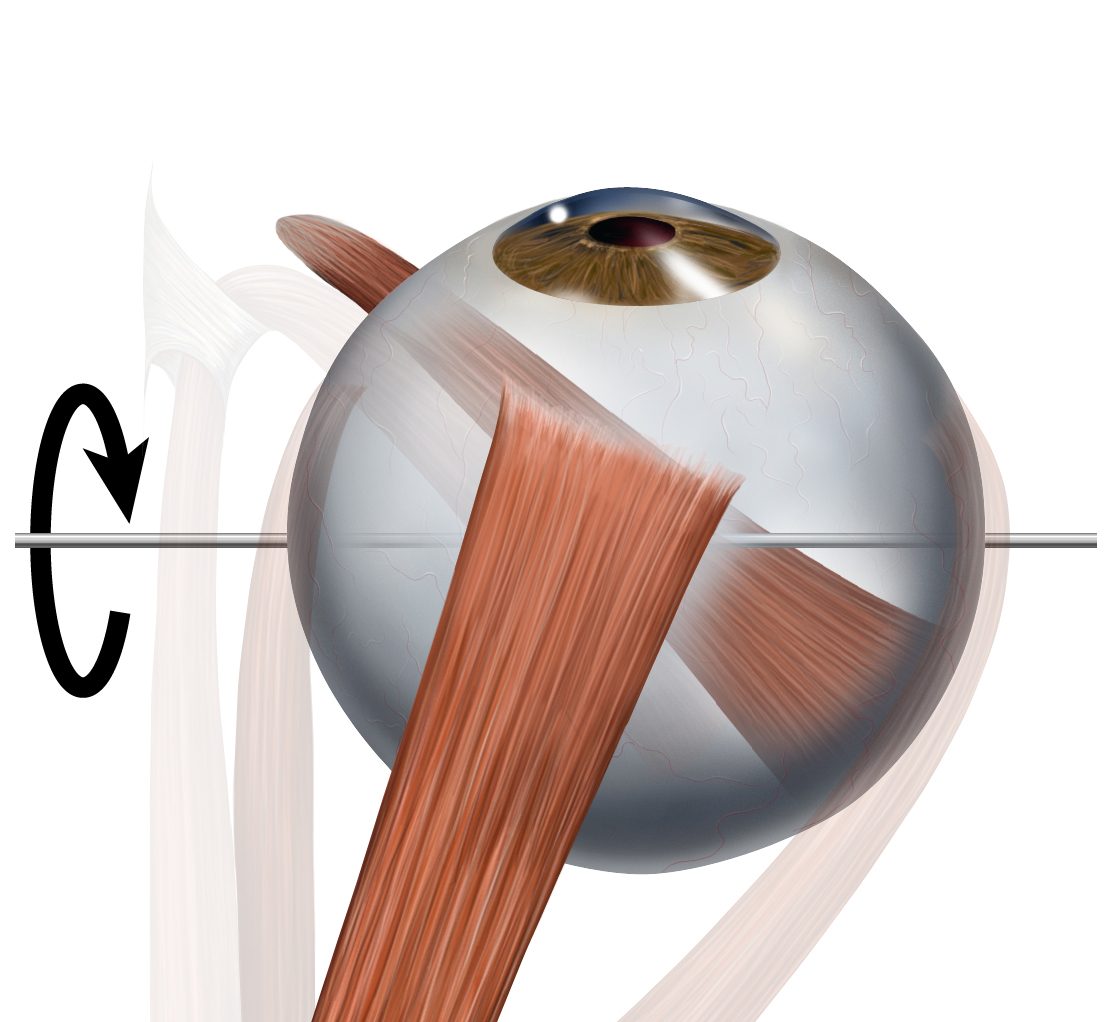
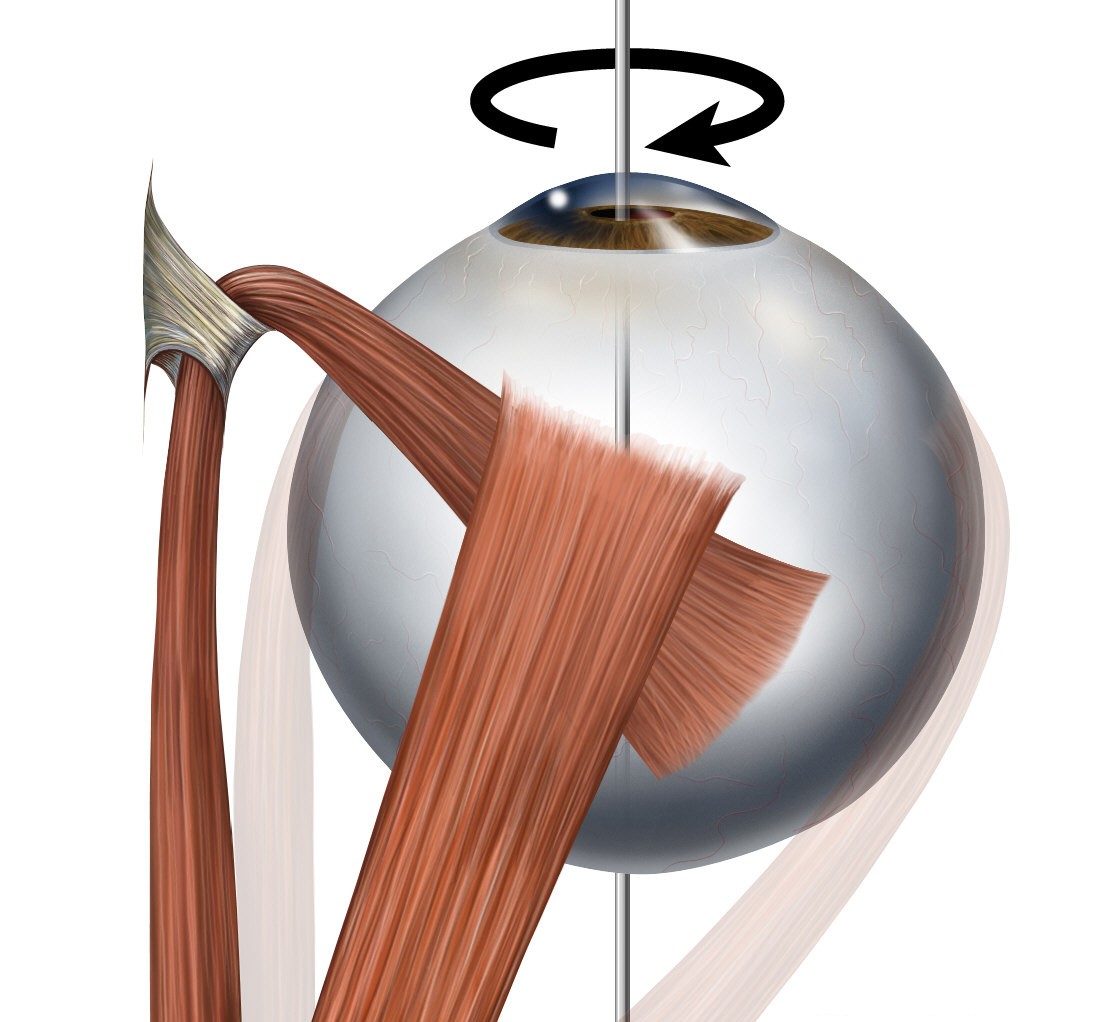
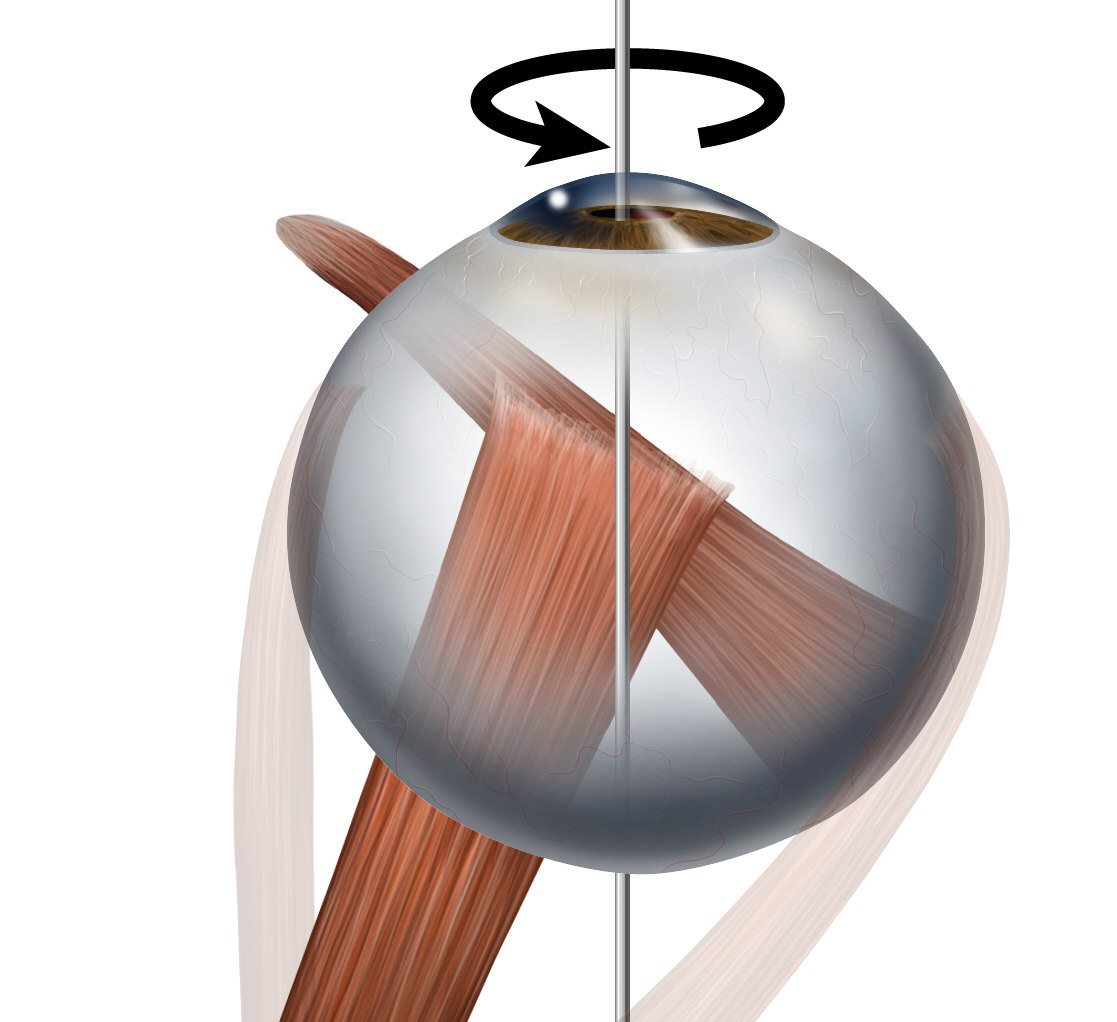